# St. Louis Blues (film, 1939)
Pour les articles homonymes, voir St Louis Blues.
Pour plus de détails, voir Fiche technique et Distribution.
St. Louis Blues (parfois orthographié Saint Louis Blues) est un film américain de Raoul Walsh sorti en 1939.

## Synopsis
Parce qu'elle n'en peut plus de Broadway et de son rôle d'Aloma, la sirène en sarong des mers du Sud, la chanteuse Norma Malone cherche refuge sur le Mississippi, où elle rencontre Dave Guerney, l'imprésario d'un showboat. Norma arrive à le convaincre de lui donner un travail sur le bateau, mais il refuse de lui donner un rôle dans son show. Finalement il réalise qu'elle est une vraie chanteuse et l'intègre à sa troupe, mais son succès fait réapparaître son ancien manager. Elle réussira à rompre son contrat et à rester avec Dave, l'homme qu'elle aime.

## Fiche technique
- Titre original : St. Louis Blues
- Réalisation : Raoul Walsh
- Scénario : Malcolm Stuart Boylan, Jack Moffitt, d'après une histoire de Eleanore Griffin et William Rankin
- Adaptation : Frederick Hazlitt Brennan
- Dialogues additionnels : Virginia Van Upp, Duke Atteberry
- Direction artistique : Hans Dreier, Ernst Fegte
- Costumes : Edith Head
- Photographie : Theodor Sparkuhl
- Son : Earl Hayman, John Cope
- Montage : William Shea
- Chorégraphie : LeRoy Prinz
- Effets visuels : Gordon Jennings
- Production : Jeff Lazarus
- Production déléguée : William LeBaron
- Société de production : Paramount Pictures
- Société de distribution : Paramount Pictures
- Pays d'origine :  États-Unis
- Langue : anglais
- Format : noir et blanc — 35 mm — 1,37:1 — son Mono (Western Electric Mirrophonic Recording)
- Genre : film musical et comédie romantique
- Durée : 92 minutes
- Date de sortie :
  - États-Unis :  3 février 1939

## Distribution
- Dorothy Lamour : Norma Malone
- Lloyd Nolan : Dave Geurney
- Tito Guízar : Rafael San Ramos
- Jerome Cowan : Ivan DeBrett
- Jessie Ralph : Tante Tibbie
- William Frawley : Major Martingale
- Mary Parker : Punkins
- Maxine Sullivan : Ida
- Cliff Nazarro : Shorty
- Victor Kilian : Shérif Burdick
- Walter Soderling : M. Hovey
- Virginia Howell : Mme Hovey
- Sterling Holloway : un membre d'équipage
- Nora Cecil (non créditée) : une commerçante

## Chansons du film
- "Junior", "I Go for That" : paroles et musique de Frank Loesser, interprétées par Dorothy Lamour
- "Blue Nightfall" : paroles de Frank Loesser, musique de Burton Lane, interprétée par Dorothy Lamour
- "Let's Dream in the Moonlight" : paroles et musique de Billy Rose, James F. Hanley et Jean Herbert, interprétée par Dorothy Lamour
- "Kind'a Lonesome" : paroles de Sam Coslow et Leo Robin, musique de Hoagy Carmichael
- "St. Louis Blues" : composée par William Christopher Handy
- "The Song in My Heart Is a Rhumba" : composée par Frank Loesser